# Johann Muthmann
Johann Muthmann (auch Johannes Muthmann oder Jan Muthmann; * 28. August 1685 in Reinersdorf; † 30. September 1747 in Schlettwein bei Pößneck) war ein deutscher lutherischer Theologe und Geistlicher.

## Leben
Muthmann besuchte das Oelser Gymnasium und erhielt außerdem Privatunterricht vom dortigen Rektor Johann Sinapius. 1705 wurde er zum Studium der Theologie an der Universität Leipzig immatrikuliert. Dort studierte er bis 1708, anschließend wurde er Diakon in Kronstadt. 1709 erhielt er eine Stelle als Archidiakon in Teschen. Dort wirkte er über zwanzig Jahre als erster Pastor der Jesuskirche. Allerdings wurde er verdächtigt, Pietist zu sein, und mit kaiserlichem Dekret vom 21. Januar 1730 aus dem Dienst entlassen, zusammen mit Traugott Immanuel Jerichow, Johann Adam Steinmetz und anderen.
Muthmann wurde durch die Grafen Henckel von Donnersmarck nach Pölzig berufen. 1731 erhielt er eine Stelle als Diakon in Graba, bevor er 1732 Hofdiakon in Saalfeld (Saale) wurde. 1739 wurde er zum Oberhofprediger befördert, 1740 kam er als Pfarrer und Superintendentadjunkt für Saalfeld nach Pößneck. Er starb während der Visitation einer Kirchengemeinde an einem Schlaganfall. 
Muthmann wirkte auch als Kirchenlieddichter. Acht Lieder sind von ihm bekannt.

## Werke (Auswahl)
- Vorschlag zu einer ebräisch-griechisch- und deutschen Bibel.
- Salfeldische Freude, Uber die Denen Saltzburgischen Emigranten wiederfahrene Gnade Gottes. Oder: Historisch-Theologisches Denckmahl Derjenigen Merckwürdigkeiten, Welche in Ansehung derer Saltzburgischen Emigranten in Salfeld vorgekommen, Waisenhaus, Saalfeld 1733.
- Der gesegnete Gebrauch Der Kirchen-Postill des sel. Lutheri, Gebauer, Halle 1736.
- Die Göttliche Treue: Aus vieljähriger eigener persönlichen Erfahrung bemercket, Und in einigen geringen Zeugnissen demüthig erwogen, Böhmer, Saalfeld 1740.
- (Hrsg.): Evangelische deutsche Original-Bibel, 2 Bände, Frommann, Züllichau 1740.